# Flaga Korei Północnej
Flaga Koreańskiej Republiki Ludowo-Demokratycznej (kor. 람홍색공화국기) – prostokątny płat tkaniny z pasami niebieskimi, znajdującymi się u góry i dołu, wąskimi białymi pasami oraz czerwonym środkiem z czerwoną gwiazdą w białym kole. Została zatwierdzona 8 września 1948.

## Symbolika
Czerwona pięcioramienna gwiazda wprowadzona przez Kim Ir Sena oznacza komunizm i tradycje rewolucyjne. Jest ona umieszczona na białym kole, co miałoby łączyć ten symbol z nawiązującym do chińskiej filozofii symbolem yin-yang. Biel jest narodową barwą Koreańczyków. Czerwony kolor w środku flagi oznacza patriotyzm. Niebieskie pasy na górze i dole flagi oznaczają „Marzenia ludu Korei, by zjednoczyć się z rewolucjonistami całego świata w walce o dobrobyt, przyjaźń i pokój”.

## Galeria

Flaga Cesarstwa Koreańskiego w latach 1882–1910
Flaga Komitetu Ludowego Korei Północnej w latach 1946–1947
Flaga Korei Północnej w latach 1948–1992